# Liptovská Mara (Liptovská Sielnica)
Liptovská Mara je zaniklá vesnice v okrese Liptovský Mikuláš na Slovensku, která byla zatopena přehradou Liptovská Mara. Katastrální území je součástí obce Liptovská Sielnica.
Vznik obce se předpokládá v 9. století, první písemná zmínka pochází z roku 1314. Stála na úpatí návrší Havránok. Obec Liptovská Mara plnila do roku 1449 funkci světské správy, shromažďovala se v ní Liptovská šlechta. Do roku 1582 byla detašovaná jako středisko církevní správy. V roce 1390 v obci odsoudili a upálili falzifikátora královských listin Jana Literáta z Madočian.
Kvůli výstavbě přehrady v letech 1965-1975, která dostala stejnojmenný název, bylo obyvatelstvo obce vysídlené a obec zatopena. Liptovská Mara měla krátce před zánikem 329 obyvatel v 61 domech.
Zůstal po ní jen gotický kostel a budova fary. Kostel kromě věže rozebrali a cenné architektonické prvky přenesli do Muzea liptovské vesnice v Pribylině.

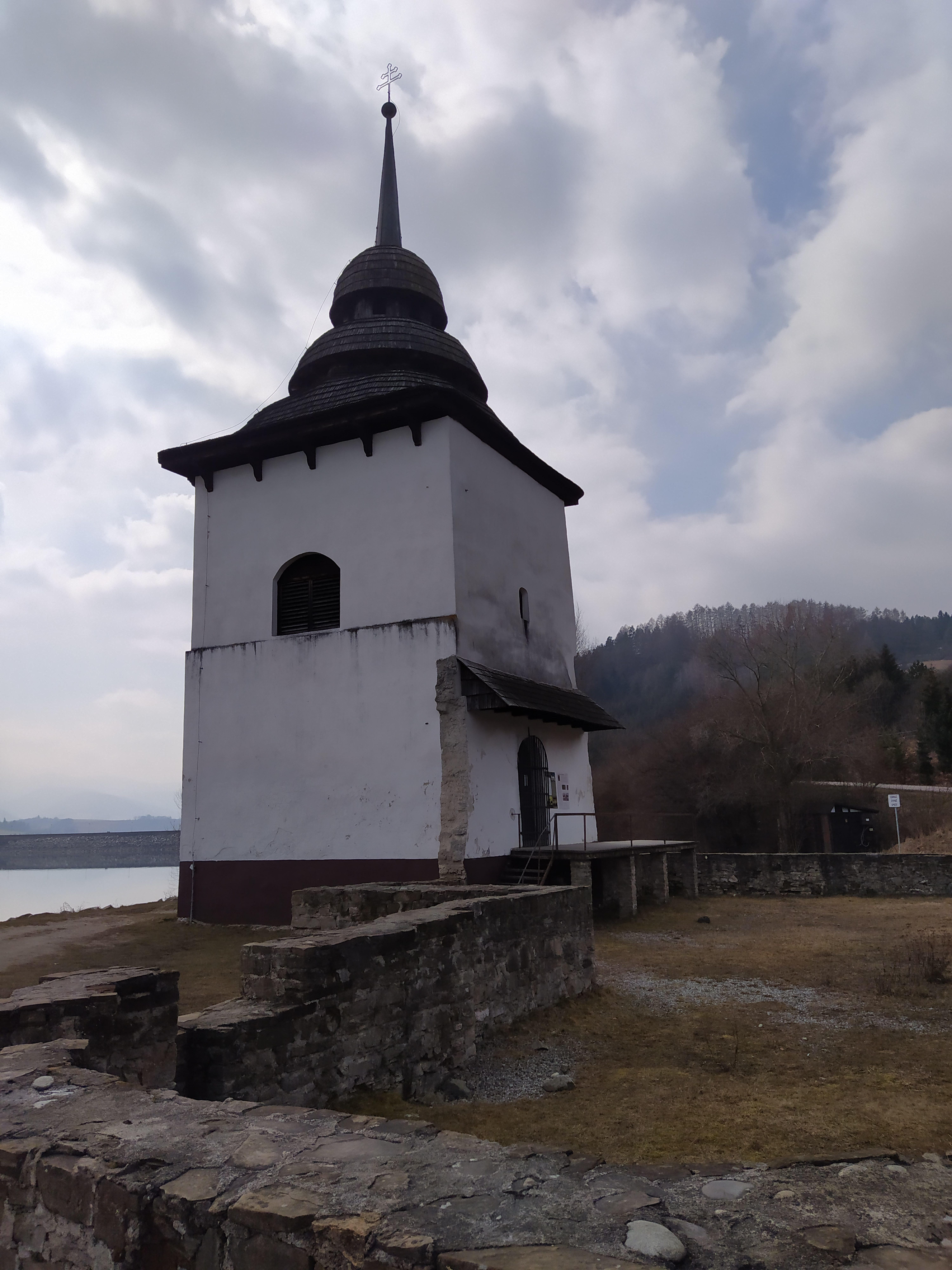